# IV Congresso Olimpico
Il IV Congresso Olimpico venne organizzato dal Comitato Olimpico Internazionale dal 23 al 25 maggio 1906 a Parigi, in Francia.

## Il Congresso
L'incontro, che si tenne alla Comédie-Française della capitale francese, si svolse nel maggio 1906, dando adito a varie speculazioni, dal momento che ebbe luogo solo poche settimane dopo i Giochi olimpici intermedi, non riconosciuti ufficialmente dal CIO, che trovarono in Pierre de Coubertin, presidente del massimo organo sportivo, un deciso oppositore. Alcuni studiosi ipotizzano quindi che il nobile francese organizzò il Congresso in quel periodo per far sì di non essere presente ad Atene; la maggioranza dei membri del Comitato Olimpico Internazionale tuttavia considerò questa riunione di minore importanza rispetto all'evento sportivo della capitale greca. De Coubertin fu presidente del Congresso e del comitato organizzatore, mentre tra i promotori del meeting vi erano Jules Claretie, direttore della Comédie-Française, ed Étienne Dujardin-Beaumetz, Segretario di Stato francese per le Belle Arti.
Il tema principale della discussione fu una questione particolarmente cara al nobile francese, vale a dire l'integrazione delle belle arti nei Giochi Olimpici. Nel suo pensiero, l'architettura, la scultura, la pittura, la letteratura e la musica erano fondamentali per riportare le manifestazioni olimpiche alla loro bellezza originale, ristabilendo l'antico legame tra l'arte e le Olimpiadi che caratterizzava gli Antichi giochi olimpici; il presidente del CIO disse:
Anche per questo motivo, gran parte dei 60 delegati presenti all'incontro, tra cui 5 membri del CIO ed un numero ridotto di rappresentanti non francesi, erano artisti di diversa natura, come scrittori, scultori, architetti e pittori, oltre a vari esponenti della Comédie Française che ospitava l'evento.
Con la conclusione dell'incontro, che si tenne nell'auditorium della Sorbona di fronte a circa 2000 spettatori e vide anche l'organizzazione di rappresentazioni teatrali e conferenze scientifiche, vennero quindi presentati vari suggerimenti su come meglio agevolare l'inserimento di quelle discipline all'interno della società e di come valutare al meglio le varie opere, il maggiore dei quali fu quello di proporre l'introduzione di concorsi artistici all'interno dei futuri eventi olimpici. La proposta del Congresso si concretizzò a partire dal 1912, quando nei Giochi della V Olimpiade si tennero quindi competizioni d'arte ai Giochi olimpici; competizioni di questo genere si tennero fino al 1948. A testimonianza di quanta importanza de Coubertin attribuisse all'introduzione dei concorsi artistici, il barone francese scrisse:
facendo un parallelismo tra questa riunione e il I Congresso Olimpico in cui vennero ristabiliti i Giochi olimpici moderni.